# Acarospora

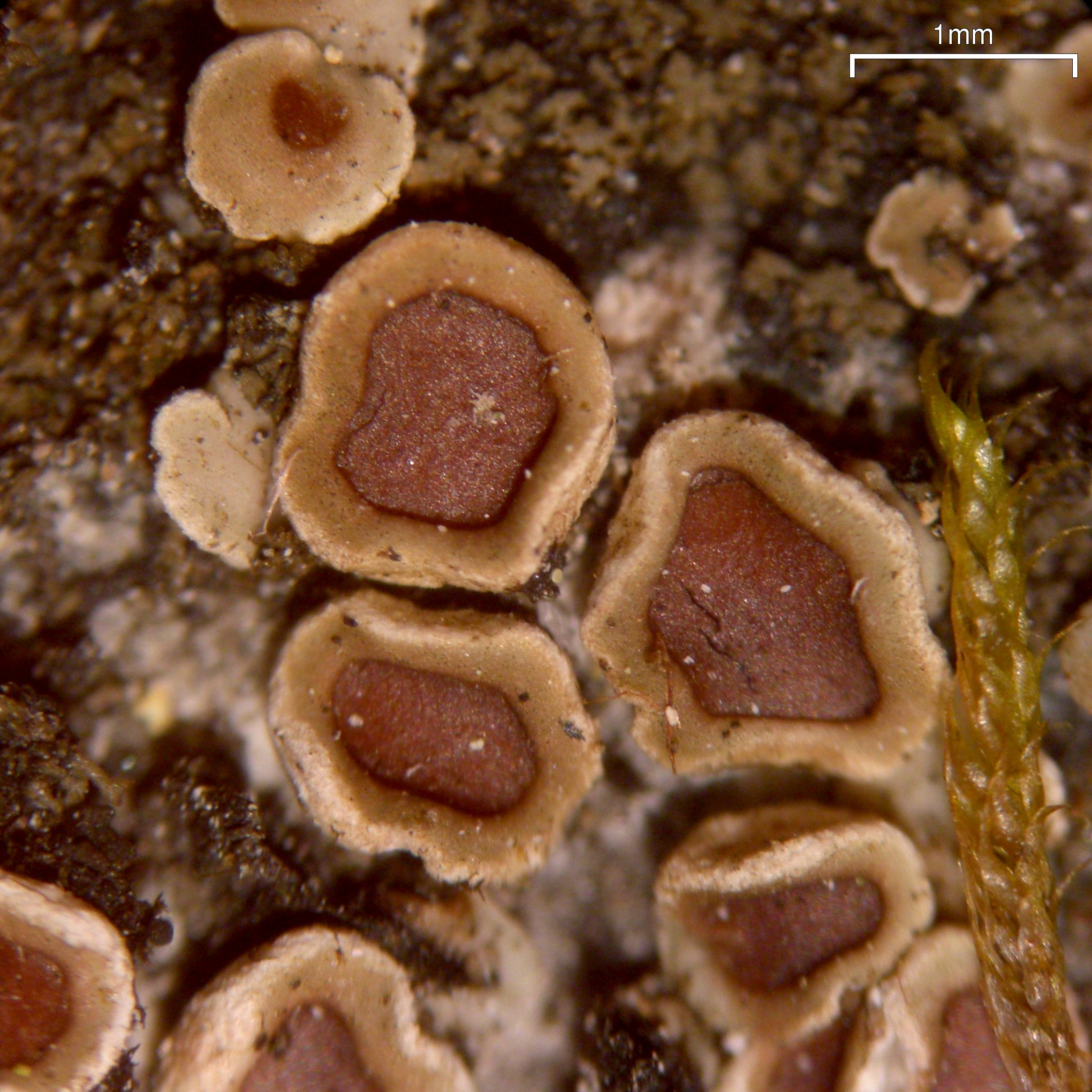
Wielosporek siwy

Acarospora A. Massal  (wielosporek) – rodzaj grzybów z rodziny Acarosporaceae. Ze względu na współżycie z glonami zaliczany jest do grupy  porostów.

## Systematyka i nazewnictwo
Pozycja w klasyfikacji według Index Fungorum: Acarosporaceae, Acarosporales, Acarosporomycetidae, Lecanoromycetes, Pezizomycotina, Ascomycota, Fungi.
Synonimy nazwy naukowej: Myriospora Nägeli, Myriospora Nägeli ex Uloth:
Nazwa polska według opracowania W. Fałtynowicza.

## Gatunki występujące w Polsce
- Acarospora albomarginata (H. Magn.) Clauzade & Cl. Roux 1981[4]  – wielosporek obrzeżony
- Acarospora badiofusca (Nyl.) Th. Fr. 1861 – wielosporek ciemnobrunatny
- Acarospora cervina (Ach.) A. Massal. 1852 – wielosporek płowy
- Acarospora complanata H. Magn. 1924 – wielosporek pośredni
- Acarospora erythrocarpa (Malbr.) Hue 1909[4] – wielosporek rumiany
- Acarospora fuscata (Nyl.) Th. Fr. 1871 – wielosporek brunatny
- Acarospora gallica H. Magn. 1929[4] – wielosporek galijski
- Acarospora glaucocarpa (Ach.) Körb. 1859 – wielosporek siwy
- Acarospora heppii (Nägeli) Nägeli 1859 – wielosporek Heppiego
- Acarospora impressula Th. Fr. 1871 – wielosporek wytłoczony
- Acarospora insolata H. Magn. 1924[4] – wielosporek opalony
- Acarospora macrospora (Hepp) A. Massal. ex Bagl. 1857 – wielosporek większy
- Acarospora nitrophila H. Magn. 1924 – wielosporek ptasi
- Acarospora oligospora (Nyl.) Arnold 1870[4] – wielosporek rozsiany
- Acarospora pelioscypha (Wahlenb.) Th. Fr. 1861[4] – wielosporek szorstki
- Acarospora sinopica (Wahlenb.) Körb. 1855 – wielosporek żelazisty
- Acarospora smaragdula (Wahlenb.) A. Massal. 1852 – wielosporek szmargdowy
- Acarospora tongletii (Hue) Hue 1898[4] – wielosporek nikły
- Acarospora umbilicata Bagl. 1857 – wielosporek opylony
- Acarospora veronensis A. Massal. 1852 – wielosporek weroński
- Acarospora versicolor Bagl. & Carestia 1863 – wielosporek pstry

Nazwy naukowe na podstawie Index Fungorum. Nazwy polskie według checklist Fałtynowicza.